# In fila per due
In fila per due è un film del 2023 diretto da Bruno De Paola.

## Trama
San Lorenzo al Vesuvio, Campania. Germano Improta è un assicuratore che vive col padre Antonio, una guardia forestale che nutre una grande passione per il Vesuvio, specie dopo la morte della moglie. Germano litiga spesso con la fidanzata Sonia, siciliana impiegata in un hotel che vive una gelosia ossessiva nei suoi confronti. Le vite di tutti vengono sconvolte da un'evacuazione forzata per una scossa di terremoto. Il padre di Germano però rimane in paese e, anzi, una sera riesce perfino a ritrovarsi casualmente con dei vecchi amici. 
L'evacuazione non procede come previsto: sul bus si ritrovano solo Germano, il sindaco, il suo segretario Giovanni, la nipote del sindaco Gabriella e una signora di nome Mirella. L'autista è il meccanico di Germano, Ernesto. Il gruppo cerca di imboccare l'autostrada, ma la stragrande maggioranza dei cittadini ha scelto di fuggire con mezzi privati, causando ingorghi stradali. Durante il viaggio verso il Trentino (luogo che è previsto come destinazione finale), l'autista perde il controllo del mezzo e sbanda. I viaggiatori incontrano Demetrio, il sindaco di Morigerati, Comune del Cilento, che sarebbe dovuto essere a Roma per ritirare il pezzo di un mulino danneggiato, necessario per ricevere il titolo di Borgo d'Italia a impatto zero e fondi dell'Unione europea. Il primo cittadino li invita nel proprio paese.
Sonia inizialmente aspetta Germano in una pompa di benzina a Caserta, poi decide di andare via, non riuscendo a contattarlo. Si reca quindi a casa del padre di Germano, che le consiglia di guardare oltre. Lei confessa di essere andata via dalla Sicilia perché non sopportava più di vedere i continui tradimenti del padre verso la madre.
Demetrio carica tutti gli evacuati sul suo pickup e li porta in paese, dove vengono ospitati dal parroco. Il giorno dopo, residenti e nuovi arrivati decidono di cercare una soluzione al mancato ritiro del pezzo mancante del mulino, in modo da conseguire il titolo per il Comune. Germano mette le sue abilità nel modellismo al servizio della costruzione del pezzo mancante, offrendosi per il compito insieme al meccanico Ernesto. 
In seguito, Germano e una giovane abitante di Morigerati, Valeria, iniziano a flirtare. Ritrovatisi a cena insieme, i due stanno per baciarsi ma vengono interrotti dall'arrivo di Ernesto, che obbliga Germano ad andare a sistemare il mulino. Ernesto e Germano riescono giusto in tempo per l'arrivo, il giorno dopo, dell'ispettore del Borgo d'Italia, che approva il progetto. 
Nel frattempo Sonia è rimasta ad aspettare Germano a San Lorenzo al Vesuvio, arrivando perfino ad appostarsi presso il municipio per avere notizie del bus organizzato dal Comune per l'evacuazione su cui dovrebbe trovarsi il suo fidanzato. Al momento della riattivazione della rete telefonica, la donna vede che Germano è geolocalizzato presso Morigerati e sale in macchina per recarvisi. Riesce a raggiungere il paese proprio in tempo per vedere Germano e Valeria che stanno per baciarsi. Tira loro delle prugne, interrompendo il momento, per poi litigare con Germano davanti a tutti, finché lui la allontana. Quella stessa sera, dopo aver discusso con Valeria, Germano va da Ernesto alla ricerca di una canna, ma trova Sonia nuda nel letto di lui e sviene.
Nel finale si vedono Giovanni trasferitosi a Morigerati insieme a Mirella; Sonia fare una scenata di gelosia a Ernesto; Germano diventato un forestale che incontra il padre in cima al Vesuvio. Mentre questi ultimi due parlano, arriva una comitiva di turisti in cui si trova anche Valeria.

## Produzione

### Riprese
Il film è stato girato in Campania tra Ercolano, Portici, San Giorgio a Cremano (città metropolitana di Napoli) e Morigerati (provincia di Salerno).